# شوجی یامادا
شوجی یامادا (انگلیسی: Shoji Yamada؛ زادهٔ ۶ دسامبر ۱۹۸۴) بازیکن فوتبال اهل ژاپن است.
از باشگاه‌هایی که در آن بازی کرده‌است می‌توان به باشگاه فوتبال آلبیرکس نیگاتا اشاره کرد.